# جورج ماكمانوس (لاعب كرة قاعدة)
جورج ماكمانوس (بالإنجليزية: George McManus)‏ هو لاعب كرة قاعدة أمريكي، ولد في 18 يونيو 1846 في جزيرة أيرلندا في المملكة المتحدة، وتوفي في 2 أكتوبر 1918 في نيويورك في الولايات المتحدة.